# Herregårde i Vejle Amt
Herregåde i Vejle Amt

## I købstæderne
- Pedersholm, Vejle
- Koldinghus

Vejle Amt bestod indtil 1970 af ni herreder

## Bjerre Herred
- Boller, Uth Sogn
- Skerrildgaard, Nebsager Sogn
- Ørumgård, Ørum Sogn
- Rosenvold, Stouby Sogn
- Barritskov, Barrit Sogn
- Palsgård, As Sogn
- Møgelkær, Rårup Sogn
- Kalsbøl, Rårup Sogn
- Jensgård, Glud Sogn

## Brusk Herred
- Follerupgård, Herslev Sogn
- Damsgård, Øster Starup Sogn
- Nygård, Øster Starup Sogn
- Føniksborg, Øster Starup Sogn
- Elkærholm, Vester Nebel Sogn

## Elbo Herred
- Østedgaard, Bredstrup Sogn

## Hatting Herred
- Merringgaard, Korning Sogn
- Tirsbæk, Engum Sogn
- Williamsborg, Daugård Sogn

## Holmans Herred
- Vellinggård, Smidstrup Sogn
- Nebbegård, Gårslev Sogn

## Jerlev Herred
- Oksviggård, Højen Sogn

## Nim Herred
- Bygholm, Klostersogn, Horsens
- Stjernholm, Klostersogn, Horsens (forsvundet)

## Nørre Tyrstrup Herred
- Agtrupgård, Sønder Bjert Sogn
- Vargårde, Hejls Sogn
- Fovslet, Ødis Sogn
- Drenderupgård, Ødis Sogn

## Nørvang Herred
- Store Grundet, Hornstrup Sogn
- Lille Grundet, Hornstup Sogn
- Øster Grundet, Hornstrup Sogn
- Agersbøl Øster Snede Sogn
- Højgård, Grejs Sogn
- Laage, Sindbjerg Sogn
- Hvolgaard, Langskov Sogn
- Hvejselgård, Hvejsel Sogn
- Alsted, Øster Nykirke Sogn
- Hastrup, Thyregod Sogn
- Rørbæk Hovedgård, Vester Sogn

## Tørrild Herred
- Fårupgård, Jelling Sogn
- Rugballegård, Jelling Sogn
- Haraldskær, Skibet Sogn
- Kjeldkær, Bredsten Sogn
- Store Refstrup, Gadbjerg Sogn
- Engelsholm, Nørup Sogn
- Lerbæk, Hover Sogn
- Skovgård, Kollerup Sogn
- Brandbjerg, Kollerup Sogn